# If a Tree Falls
If a Tree Falls: A Story of the Earth Liberation Front è un documentario del 2011 diretto da Marshall Curry e Sam Cullman candidato al premio Oscar al miglior documentario.